# حجب الإرث
الحجب في علم الفرائض هو: (المنع من الإرث كاملاً أو من بعضه.) والحجب قسمان: أحدهما حجب بالوصف لوجود أحد موانع الإرث وثانيهما حجب بالشخص إما حرماناً كحجب الجدة بالأم، وحجب الجد بالأب في العصبات لتقديمه في جهة العصوبة، وإما نقصانا كحجب الأم من فرض الثلث إلى فرض السدس عند وجود الفرع الوارث.

## الحجب في فقه المواريث
الحجب في فقه المواريث -أحد أقسام المعاملات في علم الفقه الإسلامي- هو: في اللغة: «المنع» وفي الاصطلاح هو: (منع من قام به سبب الإرث من الإرث بالكلية أو من أوفر حظه.) وهو قسمان هما:
- حجب بالوصف وهو: حجب الشخص من جميع الميراث لوجود الوصف القائم به ككونه قاتلا أو مرتدا أو رقيقا، وتذكر تفاصيل هذا في باب موانع الإرث.
- حجب بالشخص وهو: منع من قام به سبب الإرث من الإرث لوجود شخص وارث، وهو قسمان هما:

1. حجب نقصان وهو: حجب الوارث من أوفر حظه إلى حظ أقل. مثل: الزوج فإنه يرث فرض النصف عند عدم وجود الفرع الوارث، فإن وجد الفرع الوارث لزوجته كالابن مثلا فإنه يرث معه الربع، بمعنى: أن الابن يحجب الزوج نقصانا من النصف إلى الربع.
2. حجب حرمان وهو: الحجب من جميع الميراث بسبب وجود شخص مثل: حجب الجدات بالأم فالأم تحجب جميع الجدات. والورثة الذين لا يدخل عليهم حجب الحرمان، فلا يسقطون بأي حال ستة وهم: الأبوان: الأب والأم والولدان: الابن والبنت والزوجان:

الورثة الذين لا يدخل عليهم حجب الحرمان مطلقا

| 1- الأب. | 2- الأم. | 3- الابن. | 4- البنت | 5- الزوج | 6-الزوجة |

## الحجب
| الحجب |
| --- |
| - الجد أبو الأب وإن علا: يحجبه الأب في جميع الأحوال، وأبو أبي الأب يحجبه الأب وأبوه، وهكذا كل جد قريب يحجب الأبعد منه. - الجدات من قبل الأم، أو من قبل الأب، تحجبهن الأم مطلقا، سواء قرب نسب الجدات أو بعد. وكل جدة قريبة تحجب الأبعد منها. - ابن الابن وإن سفل يحجبه الابن وهكذا كل ابن ابن قريب يحجب ابن الابن الأبعد منه. - الأخ الشقيق يحجبه: الابن، وابن الابن وإن سفل، والأب. - الأخ لأب يحجبه: الابن، وابن الابن وإن سفل، والأب والأخ الشقيق. - الأخ لأم يحجبه: الابن، وابن الابن وإن سفل، والبنت وبنت الابن والأب والجد. - ابن الأخ الشقيق يحجبه: الابن وابن الابن وإن سفل، والأب والجد والأخ الشقيق، والأخ لأب. - ابن الأخ لأب يحجبه: الابن وابن الابن وإن سفل، والأب والجد، والأخ الشقيق، والأخ لأب، وابن الأخ الشقيق. - العم الشقيق يحجبه: الابن وابن الابن وإن سفل، والأب والجد، والأخ الشقيق، والأخ لأب، وابن الأخ الشقيق، وابن الأخ لأب. - العم لأب يحجبه: الابن وابن الابن وإن سفل، والأب والجد، والأخ الشقيق، والأخ لأب، وابن الأخ الشقيق، وابن الأخ لأب، والعم الشقيق. - ابن العم الشقيق يحجبه: الابن وابن الابن وإن سفل، والأب والجد، والأخ الشقيق، والأخ لأب، وابن الأخ الشقيق، وابن الأخ لأب، والعم الشقيق، والعم لأب. - ابن العم لأب يحجبه: الابن وابن الابن وإن سفل، والأب والجد، والأخ الشقيق، والأخ لأب، وابن الأخ الشقيق، وابن الأخ لأب، والعم الشقيق، والعم لأب، وابن العم الشقيق. |

## جدول توضيحي للحجب
| الابن | ابن الابن | الأب |

| الابن | ابن الابن | الأب | الأخ الشقيق |

| الابن | ابن الابن | البنت | بنت ابن | الأب | الجد |

| الابن | ابن الابن | الأب | الجد | الأخ الشقيق | الأخ لأب |

| الابن | ابن الابن | الأب | الجد | الأخ الشقيق | الأخ لأب | ابن الأخ الشقيق |

## جدول 2
| الابن | ابن الابن | الأب | الجد | الأخ الشقيق | الأخ لأب | ابن الأخ الشقيق | ابن الأخ لأب |

| الابن | ابن الابن | الأب | الجد | الأخ الشقيق | الأخ لأب | ابن الأخ الشقيق | ابن الأخ لأب | العم الشقيق |

| الابن | ابن الابن | الأب | الجد | الأخ الشقيق | الأخ لأب | ابن الأخ الشقيق | ابن الأخ لأب | العم الشقيق | العم لأب |

| الابن | ابن الابن | الأب | الجد | الأخ الشقيق | الأخ لأب | ابن الأخ الشقيق | ابن الأخ لأب | العم الشقيق | العم لأب | ابن العم الشقيق |

## جدول 3
| الابن | ابن الابن | الأب | ق |

| الابن | ابن الابن | بنت | بنت الابن | الأب | الجد |

## البنات والأخوات
- بنت الابن واحدة أو أكثر يحجبها: الابن، وتحجبها بنتان فأكثر إذا ورثن الثلثين، فبنت الابن تأخذ السدس مع البنت الواحدة، تكملة للثلثين. فإن ورثت البنتان الثلثين؛ فتحجب بنت الابن ولا ترث الا إن وجد معصب لبنت الابن كابن ابن في درجتها أو أسفل منها فترث بالتعصيب معه ويسمى «القريب المبارك»؛ لأنه كان بركة عليها فورثت معه بعد ما كانت محجوبه، وهذا ما رجحه الشافعية خلافا لقول ابن مسعود بتوريث ابن الابن فقط دون بنت الابن.[1]
- الأخت الشقيقة يحجبها: الابن وابن الابن وإن سفل، والأب.
- الأخت لأب يحجبها: الابن وابن الابن وإن سفل، والأب، والأخ الشقيق، وتحجبها الأخت الشقيقة فأكثر إذا كانت عاصبة مع إناث الفرع الوارث، أي البنت أو بنت الابن، وتحجبها شقيقتان فأكثر إذا ورثن الثلثين، فالأخت لأب ترث السدس مع الشقيقة الواحدة تكملة للثلثين عند عدم المعصب، وإذا ورثت الشقيقتان الثلثين سقطت الأخت لأب ولا ترث إلا إذا وجد معها أخ لأب فيعصبها إن كان في درجتها فقط، أما ابن الأخ فلا يعصب من فوقه ولا من دونه في النسب، بخلاف بني الابن في المسألة السابقة.[1]

## اقرأ أيضا
- علم الفرائض
- الإرث في الإسلام
- فروض الإرث
- العصبات
- جهات العصوبة
- إرث الجدات
- التعصيب
- جهات العصوبة
- المشتركة
- إرث الجد والإخوة